# Dollfustrema macracanthus
Dollfustrema macracanthus är en plattmaskart. Dollfustrema macracanthus ingår i släktet Dollfustrema och familjen Bucephalidae. Inga underarter finns listade i Catalogue of Life.